# Albert van Ass
Joseph Albertus Antonius (Albert) van Ass (Heel, 4 maart 1898 – Weert, 25 oktober 1957) was een Nederlands verzetsstrijder tijdens de Tweede Wereldoorlog.

## Levensloop
Albert van Ass raakte betrokken bij verzetswerk met zijn neef Harrie Tobben uit Heerlen en Paul Gulikers uit Sittard. Ze hielpen geallieerde vliegers naar Engeland ontkomen. Ze hielpen ook Franse krijgsgevangenen en boden onderdak aan Joodse onderduikers.  
Hij werd op 6 november 1943 in zijn woning gearresteerd, nadat die morgen, door andere verzetslieden, een aanslag op de SD-leden Vastenhout, Van Wezemael en Jordens was gepleegd. 
Van Ass werd op 7 november 1943 naar Haaren vervoerd en zat vervolgens een paar weken in kamp Vught gevangen, waarna hij weer naar Haaren werd gebracht. Tijdens het proces tegen zijn verzetsgroep (onder andere bestaande uit Harrie Tobben, Paul Gulikers en Charles Bongaerts) in Haaren op 24 en 25 juli 1944 kreeg hij de doodstraf. Op 29 juli werd hij op transport naar Anrath gezet, vervolgens op 4 september naar Lüttringhausen en op 2 november naar Hamelen waar hij op 6 april 1945 werd bevrijd.
Na de oorlog ontving Van Ass verschillende internationale onderscheidingen, waaronder de Medal of Freedom en de Yad Vashem.